# Lophophysema inflatum
Lophophysema inflatum är en svampdjursart som beskrevs av Schulze 1900. Lophophysema inflatum ingår i släktet Lophophysema och familjen Hyalonematidae.
Artens utbredningsområde är havet utanför Indien. Inga underarter finns listade i Catalogue of Life.